# Oberried (Gemeinde Ramsau)
Oberried ist eine Ortschaft und eine Katastralgemeinde der Gemeinde Ramsau im Bezirk Lilienfeld in Niederösterreich.

## Geschichte
Laut Adressbuch von Österreich waren im Jahr 1938 in Oberried einige Landwirte ansässig.

## Siedlungsentwicklung
Zum Jahreswechsel 1979/1980 befanden sich in der Katastralgemeinde Oberried insgesamt 14 Bauflächen mit 15.392 m² und 21 Gärten auf 64.591 m², 1989/1990 gab es 14 Bauflächen. 1999/2000 war die Zahl der Bauflächen auf 27 angewachsen und 2009/2010 bestanden 23 Gebäude auf 29 Bauflächen.

## Bodennutzung
Die Katastralgemeinde ist landwirtschaftlich geprägt. 121 Hektar wurden zum Jahreswechsel 1979/1980 landwirtschaftlich genutzt und 324 Hektar waren forstwirtschaftlich geführte Waldflächen. 1999/2000 wurde auf 82 Hektar Landwirtschaft betrieben und 363 Hektar waren als forstwirtschaftlich genutzte Flächen ausgewiesen. Ende 2018 waren 71 Hektar als landwirtschaftliche Flächen genutzt und Forstwirtschaft wurde auf 361 Hektar betrieben. Die durchschnittliche Bodenklimazahl von Oberried beträgt 22 (Stand 2010).